# Albaladejo del Cuende
Pour les articles homonymes, voir Albaladejo (homonymie).
Albaladejo del Cuende est une municipalité espagnole de la province de Cuenca, dans la région autonome de Castille-La Manche.